# Janina Katarzyna Buchholtz
Janina Katarzyna Buchholtz, pseudonim Bukolska (ur. 30 kwietnia 1893 w Skąpem, zm. 26 lipca 1969 we Wrocławiu) – tłumaczka i psycholożka, antropozofka, działaczka Rady Pomocy Żydom przy Delegaturze Rządu na Kraj, Sprawiedliwa wśród Narodów Świata.

## Życiorys

### Relacje rodzinne
Janina była córką Henryka Blocha, wnuczką Jana Gottlieba Blocha, bratanicą Janiny zamężnej za Kazimierza Kostaneckiego, Aleksandry, żony Józefa Weyssenhoffa oraz Marii małżonki Józefa Kościelskiego, siostrą stryjeczną Jana Weyssenhoffa, Jana Hołyńskiego i Władysława Augusta Kościelskiego. W 1919 roku wyszła za mąż za Jana Buchholtza (po II wojnie światowej profesora Politechniki Łódzkiej). Świadkami na ślubie byli dwaj malarze antropozofowie Kazimierz Stabrowski oraz Franciszek Siedlecki. Miała jedną córkę Marię Rafaelę.

### Studia
Dwa razy podejmowała studia psychologiczne na Uniwersytecie Warszawskim. Pierwszy raz w 1916 r. u Józefa Edwarda Abramowskiego. W 1917 r. została skreślona z listy studentów ze względu na nieopłacenie czesnego. Drugi raz podjęła studia w latach trzydziestych XX w. u Władysława Witwickiego, które ukończyła w 1939 roku broniąc pracy magisterskiej, pt. „Tło psychologiczne uczuć estetycznych w dziedzinie plastyki”. Była słuchaczką Wolnej Wszechnicy Wiedzy Duchowej, prowadzonej przez Rudolfa Steinera w Dornach.

### Działalność w czasie I wojny światowej
W 1914 r. była narodową kurierką, o czym pisał Michał Sokolnicki Michał Sokolnicki (dyplomata): „Zażądałem od niej przewiezienia do Warszawy wiadomości o utworzeniu Naczelnego Komitetu i Legionów. Z uwagi na jej wiek i urodę, zabroniłem przewozić numeru gazety i kazałem nauczyć się dokumentów, wraz z podpisami, na pamięć i dostarczyć je Arturowi Śliwińskiemu Artur Śliwiński w Warszawie. Blochównę odwieźliśmy obydwaj ze Sławkiem Walery Sławek do Jędrzejowa i tam pozostawiliśmy własnemu losowi: miała próbować przedostać się między Częstochową a Piotrkowem poza linię rosyjską. Jak się dowiedziałem później, po niedługim błądzeniu udało się jej przejść w okolicach linię bojową, a po tym już łatwo dojechać do Warszawy w czasie nadzwyczaj krótkim. Przywiozła do stolicy pierwszą wiadomość o utworzeniu Legionów. Instrukcje moje przekroczyła w jednym wypadku: przewiozła mydełko owinięte w wycinek z «Czasu» z proklamacjami narodowymi. Wydało jej się rzeczą konieczną: a nuż jej nie uwierzą".

### Działalność społeczna
Należała do niezależnego antropozoficznego Warszawskiego Koła „Słowacki”, prowadzonego przez Jadwigę Siedlecką. W październiku 1926 roku, wraz z Heleną Dobrzyńską, Antoniną Przeradzką, Marią Przyborowską i Sofią Rychter utworzyła Warszawskie Koło Polskiego Towarzystwa Antropozoficznego.
Należała do Związku Pracy Obywatelskiej Kobiet, działała w stowarzyszeniu oświatowym „Zrąb”, pisała artykuły do miesięcznika stowarzyszenia „Rodzina i Dziecko” (do jego dodatku „Dom i Szkoła Powszechna”).

### Działalność w czasie II wojny światowej
Podczas okupacji niemieckiej w lokalu przy ul. Miodowej w Warszawie prowadziła biuro tłumaczeń i pisania podań, działające przy notariuszu Chełmickim. Po rozpoczęciu akcji Reinhardt lokal przy ul. Miodowej stał się punktem kontaktowym uciekinierów z gett i nieformalnym sztabem Barbary Temkin-Bermanowej oraz Adolfa Bermana, w którym organizowano fałszywe dokumenty, miejsca pracy i mieszkania dla Żydów. We wszystkich działaniach aktywnie uczestniczyła Janina Buchholtz, używając pseudonimu Bukolska. Adolf Berman napisał: „Tu masowo przechowywano i rozdawano »aryjskie« dokumenty, przekazywano dla setek ludzi zasiłki i załatwiano najrozmaitsze zakazane transakcje. Nie było dnia ani godziny, aby »pani Janina« nie była do dyspozycji. Zawsze uśmiechnięta i »filozoficznie «pogodna, zawsze ze słowami pociechy i otuchy narażała bezustannie życie dla ratowania prześladowanych Żydów, aż do wyzwolenia”.
Buchholtzowa zatrudniła w biurze Rachelę Auerbach, która po latach stwierdziła, że „miała szczęście należeć do «klientek» p. Janiny. Swoją znajomość, a potem przyjaźń z nią (…) uważa za jeden z najbardziej świetlanych faktów w swoim osobistym życiu”.

### Działalność zawodowa
Po II wojnie światowej wykładała w łódzkim Kolegium Pedagogicznym do 1949 roku., a następnie pracowała jako tłumaczka. Przetłumaczyła ok. 30 książek, m.in. autorstwa Edgara Wallace, Louisy May Alcott, Alfreda Adlera.

## Odznaczenia
Janina Buchholz została odznaczona medalem Sprawiedliwa wśród Narodów Świata 15 czerwca 1965 roku oraz Krzyżem Kawalerskim Orderu Odrodzenia Polski 12 kwietnia 1963.

## Janina Buchholtz w literaturze
- Janina Buchholtz jest bohaterką powieści biograficznej Ewy Małkowskiej – Bieniek pt. „Bohaterki drugiego planu. Buchholtz, Auerbach oraz Berman”  Warszawa 2022.
- oraz jedną z bohaterek biografii Ewy J. Leśniewskiej „Jan Gotlieb Bloch (1836-1902) i dzieje rodu” Krosno 2020.
- Rzeczycka Maria, Trzcińska Izabela (red) „Polskie tradycje ezoteryczne 1890-1939. Teozofia i antropozofia” Gdańsk 2019.
- Sztaudynger Jan (współautor: Anna Sztaudynger-Kaliszewicz) „Chwalipięta, czyli rozmowy z Tatą. Styczeń – wrzesień 1970”, Łódź 1973.
- Temkin -Bermanowa Barbara „Dziennik z podziemia” Warszawa 2000.